# Amin al-Hafiz

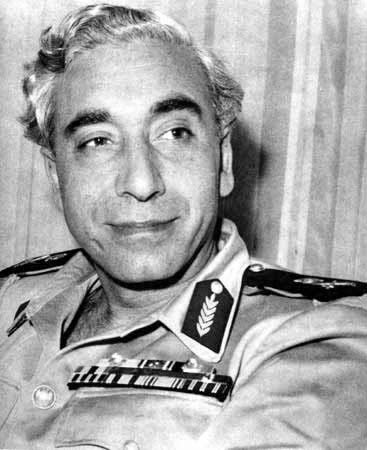
Präsident Amin al-Hafiz 1965

Amin al-Hafiz (arabisch أمين الحافظ, DMG Amīn al-Ḥāfiẓ, * 1921 in Aleppo, Syrien; † 17. Dezember 2009 ebenda) war ein syrischer General und Politiker.

## Biografie
Nach einem gescheiterten Putschversuch 1962 war der zum rechten Flügel der Baath-Partei gehörende Offizier der syrischen Armee zunächst als Militärattaché an die syrische Botschaft in Argentinien verbannt worden. Dort soll er auch den späteren israelischen Spion Eli Cohen kennengelernt haben, was Amin al-Hafiz aber wiederholt bestritten hat.
Generalmajor Amin al-Hafiz, seit der Machtergreifung der Baath-Partei im März 1963 Innenminister und Vizepremier, schlug im Juli 1963 einen Putschversuch der mit den Baathisten koalierenden Nasseristen (Jassem Alwan) nieder und war seitdem bis August 1963 auch Verteidigungsminister. Er wurde Staatsoberhaupt Syriens, als der bisherige Amtsinhaber Louai al-Atassi 1963 durch einen weiteren Militärputsch gestürzt wurde. Vom 27. Juli 1963 an war er Vorsitzender des Nationalen Revolutionären Kommandorates, ab 13. Mai 1964 Vorsitzender des Präsidentschaftsrates (Präsident). Zugleich war er vom 12. November 1963 bis zum 13. Mai 1964 sowie vom 4. Oktober 1964 bis zum 23. Mai 1965 Regierungschef. Den Parteivorsitz musste er im Mai 1964 jedoch zunächst an Shibli al-Aysami abgeben. Al-Hafiz bildete ein vom rechten Flügel der Baath-Partei dominiertes Kabinett, das sich mehrerer Putschversuche seitens des linken Parteiflügels und der Nasseristen erwehren musste. 
Am 23. Februar 1966 wurde er durch einen Militärputsch der Generäle Salah Dschadid und Hafiz al-Assad gestürzt, aus dem Nureddin Mustafa al-Atassi als neuer Präsident hervorging.
Hafiz wurde verhaftet, aber 1967 freigelassen, ging daraufhin zunächst ins Exil in den Libanon und übersiedelte dann 1968 in den Irak, wo er in den folgenden 35 Jahren lebte. Im August 1971 wurde er vom syrischen Regime in Abwesenheit zum Tode verurteilt. Die irakische Baath-Partei instrumentalisierte ihn und andere aus Syrien geflohene Baathisten, um eine syrische Exil-Baath-Partei und eine Front zur Befreiung Syriens (1984) zu installieren. Nachdem er 2003 nach Syrien zurückgekehrt war, lebte Hafiz wieder in seiner Geburtsstadt Aleppo, in der er 2009 in einem Militärhospital starb.
Amins Sohn Khalid Al-Hafiz lebt in Auckland, Neuseeland.